# Un'estate in Provenza
Un'estate in Provenza (Avis de mistral) è un film del 2014 diretto da Rose Bosch.

## Trama
Léa, Adrien e il fratellino Théo, nato sordo, vanno a passare le vacanze estive in Provenza nella fattoria del nonno Paul, che non hanno mai incontrato a causa di una rottura con la loro madre, avvenuta quando questa era giovanissima. Oltretutto, la nonna Irene non ha avvisato il marito, e perciò l'arrivo dei nipoti con il TGV alla stazione di Avignone avviene in una situazione di imbarazzo e gelo affettivo. Le vacanze sono forzate perché il padre dei ragazzi, poco prima della partenza, ha comunicato che intende divorziare dalla loro madre, che nel frattempo, in piena crisi esistenziale, si è trasferita a Montréal per uno stage di specializzazione.
All'arrivo, la casa dei nonni appare ai ragazzi inospitale e selvaggia. Lea e Adrien si sentono isolati per la scarsa ricezione dei telefoni cellulari. L'unico simpatico è il cane meticcio di nome Goa. Ma a poco a poco il clima affettivo si rasserena, tanto che finalmente Paul mette il wi-fi e Adrien, a sua insaputa, crea un profilo su Facebook per il nonno, grazie al quale si rifanno vivi i suoi amici di gioventù del periodo New Age, quando si recò in India a Goa, per la cremazione di suo fratello che lì era morto e dove conobbe Irene, al tempo fidanzata proprio del fratello.
I tre fratelli si inseriscono a poco a poco nella vita agreste e frequentano gli abitanti del vicino villaggio: Lea prende una cotta per l'affascinante Tiago, un giovane ambulante che vende pizze con il suo furgone, nonché guardiano di cavalli in Camargue e baldo partecipante alle incruente corride locali. Adrien si dà da fare con le giovani turiste svedesi e inglesi, pur essendo fortemente attratto da Magali, la venditrice di gelati, di ben venti anni più grande di lui. E Théo prende molta confidenza con il nonno, nonostante egli non conosca la lingua dei segni francese, ma quella dei sorrisi e degli sguardi. Arrivano poi i vecchi amici hippies di Paul e Irene, grazie a Facebook, così i nipoti "scoprono" che i nonni sono stati dei giovani liberi e trasgressivi.
I toni si fanno drammatici quando il nonno, che si scopre essere da tempo alcolizzato, ha un incidente in automobile, ma soprattutto quando Lea fugge in Camargue con Tiago, che in realtà arrotonda i suoi guadagni di pizzaiolo spacciando droga. Il nonno Paul inforca quindi la sua vecchia moto da hippy, raggiunge la coppia su una spiaggia e, minacciando Tiago a colpi di fucile, lo induce a fuggire dalla Francia, quindi soccorre la nipote Léa, intossicata dalle anfetamine, e la riporta a casa.
Le vacanze giungono al termine e i ragazzi si preparano al ritorno a Parigi. Prima della partenza, il nonno dice al piccolo Théo che quella è stata la più bella estate della sua vita. Infine Paul incontra la figlia, che è venuta a prendere i ragazzi presso la stazione di Avignon TGV, e per merito del piccolo Théo, che prende per mano sua madre e la conduce accanto al nonno, i due riprendono a parlarsi.

## Distribuzione
Il film è stato distribuito nelle sale cinematografiche francesi il 2 aprile 2014 e in quelle italiane il 13 aprile 2016.